# Arnór Sigurðsson
Arnór Sigurðsson (Akranes, 15 mei 1999) is een IJslands voetballer die doorgaans speelt als middenvelder. In februari 2024 verruilde hij Blackburn Rovers voor Malmö FF. Sigurðsson debuteerde in 2018 in het IJslands voetbalelftal.

## Clubcarrière
Sigurðsson speelde in de jeugd van ÍA Akranes en brak ook door bij die club. Na zeven competitiewedstrijden maakte hij in maart 2017 de overstap naar IFK Norrköping. In de Allsvenskan speelde de IJslander eerst acht wedstrijden in een seizoen, maar het halfjaar erop kwam hij tot zeventien optredens met daarin driemaal een doelpunt. In de zomer van 2018 maakte Sigurðsson voor circa vier miljoen euro de overstap naar CSKA Moskou, waar hij zijn handtekening zette onder een verbintenis voor de duur van vijf seizoenen. Hiermee werd de middenvelder de duurste verkoop ooit voor Norrköping.
In de zomer van 2021 werd Sigurðsson voor een seizoen op huurbasis gestald bij Venezia. Na zijn terugkeer uit Italië huurde zijn oude club Norrköping hem voor het jaar erop. Medio 2023 nam Blackburn Rovers de IJslander op huurbasis over. Hier raakte hij in de voorbereiding geblesseerd, waardoor hij zo'n acht weken uit de roulatie zou liggen. Na zijn herstel speelde hij zich in het elftal van coach Jon Dahl Tomasson en voorafgaand aan de winterstop werd overeengekomen dat Sigurðsson op vaste basis werd overgenomen door Blackburn Rovers. Hij tekende voor anderhalf jaar bij de Engelse club. Na een jaar werd overeengekomen dat hij transfervrij naar Malmö FF mocht vertrekken.

## Clubstatistieken
| Seizoen | Club               | Competitie   | Competitie | Competitie | Beker | Beker | Internationaal | Internationaal | Totaal | Totaal |
| Seizoen | Club               | Competitie   | Wed.       | Dlp.       | Wed.  | Dlp.  | Wed.           | Dlp.           | Wed.   | Dlp.   |
| ------- | ------------------ | ------------ | ---------- | ---------- | ----- | ----- | -------------- | -------------- | ------ | ------ |
| 2015    | ÍA Akranes         | Úrvalsdeild  | 1          | 0          | 0     | 0     | —              | —              | 1      | 0      |
| 2016    | ÍA Akranes         | Úrvalsdeild  | 6          | 0          | 2     | 0     | —              | —              | 8      | 0      |
| 2017    | IFK Norrköping     | Allsvenskan  | 8          | 0          | 1     | 0     | 0              | 0              | 9      | 0      |
| 2018    | IFK Norrköping     | Allsvenskan  | 17         | 3          | 0     | 0     | —              | —              | 17     | 3      |
| 2018/19 | CSKA Moskou        | Premjer-Liga | 21         | 5          | 0     | 0     | 6              | 2              | 27     | 7      |
| 2019/20 | CSKA Moskou        | Premjer-Liga | 22         | 4          | 2     | 0     | 5              | 0              | 29     | 4      |
| 2020/21 | CSKA Moskou        | Premjer-Liga | 23         | 2          | 3     | 0     | 5              | 0              | 31     | 2      |
| 2021/22 | → Venezia          | Serie A      | 9          | 0          | 2     | 0     | —              | —              | 11     | 0      |
| 2022    | → IFK Norrköping   | Allsvenskan  | 11         | 6          | 1     | 1     | —              | —              | 12     | 7      |
| 2023    | → IFK Norrköping   | Allsvenskan  | 10         | 5          | 4     | 3     | —              | —              | 14     | 8      |
| 2023/24 | → Blackburn Rovers | Championship | 17         | 4          | 2     | 1     | —              | —              | 19     | 5      |
| 2023/24 | Blackburn Rovers   | Championship | 12         | 1          | 3     | 1     | —              | —              | 15     | 2      |
| 2024/25 | Blackburn Rovers   | Championship | 5          | 1          | 2     | 0     | —              | —              | 7      | 1      |
| 2025    | Malmö FF           | Allsvenskan  | 0          | 0          | 0     | 0     | —              | —              | 0      | 0      |
| Totaal  | Totaal             | Totaal       | 162        | 31         | 22    | 6     | 16             | 2              | 200    | 40     |

Bijgewerkt op 7 maart 2025.

## Interlandcarrière
Sigurðsson maakte zijn debuut in het IJslands voetbalelftal op 15 november 2018, toen met 2–0 verloren werd van België door twee doelpunten van Michy Batshuayi. Sigurðsson mocht van bondscoach Erik Hamrén in de basis beginnen en hij werd negentien minuten na rust gewisseld ten faveure van Kolbeinn Sigþórsson. De andere IJslandse debutant dit duel was Jón Thorsteinsson (Vendyssel FF) Op 14 oktober 2019 kwam hij voor het eerst tot scoren, tijdens zijn zesde interlandoptreden. In een kwalificatiewedstrijd voor het EK 2020 tegen Andorra opende hij zeven minuten voor rust de score. Door een doelpunt van Kolbeinn Sigþórsson werd het uiteindelijk 2–0.
| Interlands van Arnór Sigurðsson voor IJsland | Interlands van Arnór Sigurðsson voor IJsland | Interlands van Arnór Sigurðsson voor IJsland | Interlands van Arnór Sigurðsson voor IJsland | Interlands van Arnór Sigurðsson voor IJsland | Interlands van Arnór Sigurðsson voor IJsland | Interlands van Arnór Sigurðsson voor IJsland |
| №                                            | Datum                                        | Wedstrijd                                    | Uitslag                                      | Competitie                                   | Goals                                        |                                              |
| Als speler bij CSKA Moskou                   | Als speler bij CSKA Moskou                   | Als speler bij CSKA Moskou                   | Als speler bij CSKA Moskou                   | Als speler bij CSKA Moskou                   | Als speler bij CSKA Moskou                   | Als speler bij CSKA Moskou                   |
| -------------------------------------------- | -------------------------------------------- | -------------------------------------------- | -------------------------------------------- | -------------------------------------------- | -------------------------------------------- | -------------------------------------------- |
| 1                                            | 15 november 2018                             | België – IJsland                             | 2 – 0                                        | Nations League 2018/19                       |                                              |                                              |
| 2                                            | 19 november 2018                             | Qatar – IJsland                              | 2 – 2                                        | Vriendschappelijk                            |                                              |                                              |
| 3                                            | 22 maart 2019                                | Andorra – IJsland                            | 0 – 2                                        | EK 2020 kwalificatie                         |                                              |                                              |
| 4                                            | 8 juni 2019                                  | IJsland – Albanië                            | 1 – 0                                        | EK 2020 kwalificatie                         |                                              |                                              |
| 5                                            | 11 oktober 2019                              | IJsland – Frankrijk                          | 0 – 1                                        | EK 2020 kwalificatie                         |                                              |                                              |
| 6                                            | 14 oktober 2019                              | IJsland – Andorra                            | 2 – 0                                        | EK 2020 kwalificatie                         | 38'                                          |                                              |
| 7                                            | 14 november 2019                             | Turkije – IJsland                            | 0 – 0                                        | EK 2020 kwalificatie                         |                                              |                                              |
| 8                                            | 17 november 2019                             | Moldavië – IJsland                           | 1 – 2                                        | EK 2020 kwalificatie                         |                                              |                                              |
| 9                                            | 5 september 2020                             | IJsland – Engeland                           | 0 – 1                                        | Nations League 2020/21                       |                                              |                                              |
| 10                                           | 8 september 2020                             | België – IJsland                             | 5 – 1                                        | Nations League 2020/21                       |                                              |                                              |
| 11                                           | 15 november 2020                             | Denemarken – IJsland                         | 2 – 1                                        | Nations League 2020/21                       |                                              |                                              |
| 12                                           | 25 maart 2021                                | Duitsland – IJsland                          | 3 – 0                                        | WK 2022 kwalificatie                         |                                              |                                              |
| 13                                           | 28 maart 2021                                | Armenië – IJsland                            | 2 – 0                                        | WK 2022 kwalificatie                         |                                              |                                              |
| 14                                           | 31 maart 2021                                | Liechtenstein – IJsland                      | 1 – 4                                        | WK 2022 kwalificatie                         |                                              |                                              |
| Als speler bij Venezia                       |                                              |                                              |                                              |                                              |                                              |                                              |
| 15                                           | 5 september 2021                             | IJsland – Noord-Macedonië                    | 2 – 2                                        | WK 2022 kwalificatie                         |                                              |                                              |
| 16                                           | 8 september 2021                             | IJsland – Duitsland                          | 0 – 4                                        | WK 2022 kwalificatie                         |                                              |                                              |
| 17                                           | 26 maart 2022                                | Finland – IJsland                            | 1 – 1                                        | Vriendschappelijk                            |                                              |                                              |
| 18                                           | 29 maart 2022                                | Spanje – IJsland                             | 5 – 0                                        | Vriendschappelijk                            |                                              |                                              |
| 19                                           | 2 juni 2022                                  | Israël – IJsland                             | 2 – 2                                        | Nations League 2022/23                       | 53'                                          |                                              |
| 20                                           | 6 juni 2022                                  | IJsland – Albanië                            | 1 – 1                                        | Nations League 2022/23                       |                                              |                                              |
| 21                                           | 13 juni 2022                                 | IJsland – Israël                             | 2 – 2                                        | Nations League 2022/23                       |                                              |                                              |
| Als speler bij IFK Norrköping                |                                              |                                              |                                              |                                              |                                              |                                              |
| 22                                           | 22 september 2022                            | Venezuela – IJsland                          | 0 – 1                                        | Vriendschappelijk                            |                                              |                                              |
| 23                                           | 27 september 2022                            | Albanië – IJsland                            | 1 – 1                                        | Nations League 2022/23                       |                                              |                                              |
| 24                                           | 16 november 2022                             | Litouwen – IJsland                           | 0 – 0                                        | Vriendschappelijk                            |                                              |                                              |
| 25                                           | 19 november 2022                             | Letland – IJsland                            | 1 – 1                                        | Vriendschappelijk                            |                                              |                                              |
| 26                                           | 23 maart 2023                                | Bosnië en Herzegovina – IJsland              | 3 – 0                                        | EK 2024 kwalificatie                         |                                              |                                              |
| 27                                           | 26 maart 2023                                | Liechtenstein – IJsland                      | 0 – 7                                        | EK 2024 kwalificatie                         |                                              |                                              |
| Als speler bij Blackburn Rovers              |                                              |                                              |                                              |                                              |                                              |                                              |
| 28                                           | 13 oktober 2023                              | IJsland – Luxemburg                          | 1 – 1                                        | EK 2024 kwalificatie                         |                                              |                                              |
| 29                                           | 16 november 2023                             | Slowakije – IJsland                          | 4 – 2                                        | EK 2024 kwalificatie                         |                                              |                                              |
| 30                                           | 19 november 2023                             | Portugal – IJsland                           | 2 – 0                                        | EK 2024 kwalificatie                         |                                              |                                              |
| 31                                           | 21 maart 2024                                | Israël – IJsland                             | 1 – 4                                        | EK 2024 kwalificatie                         |                                              |                                              |
| 32                                           | 7 juni 2024                                  | Engeland – IJsland                           | 0 – 1                                        | Vriendschappelijk                            |                                              |                                              |
| 33                                           | 10 juni 2024                                 | Nederland – IJsland                          | 4 – 0                                        | Vriendschappelijk                            |                                              |                                              |
| 34                                           | 6 september 2024                             | IJsland – Montenegro                         | 2 – 0                                        | Nations League 2024/25                       |                                              |                                              |

Bijgewerkt op 7 maart 2025.